# Sulley Muntari
Suleyman « Sulley » Ali Muntari né le 27 août 1984 à Konongo, de père nigérian et de mère ghanéenne est un joueur de football ghanéen évoluant au poste de milieu de terrain.

## Carrière

### Club

#### Inter Milan
À son arrivée à l'Inter Milan, il devient une des pierres angulaires du milieu de terrain, aux côtés d'Esteban Cambiasso et de Javier Zanetti, et il a marqué le but de la victoire face à la Juventus au match aller (et auteur d'une passe décisive pour Mario Balotelli au match retour) mais il ne peut confirmer lors de la 2e saison, qui est assez mauvaise pour lui.

#### Sunderland
En janvier 2011, il est prêté avec option d'achat à Sunderland, mais à cause d'un prix de transfert trop élevé pour le club, l'agent de Sulley dévoile à Sky Sport qu'il y a très peu de chance de voir les Blacks Cats le faire signer cette saison, ainsi Muntari doit revenir en juin à l'Inter Milan. Fin janvier 2012, il est prêté au Milan AC.

#### AC Milan
Dès son premier match avec le Milan, il marque son premier but en championnat avec le maillot rossonero face à Cesena. Peu à peu, grâce à de bonnes performances, il prend de l'ampleur au sein de l'équipe, au point de devenir titulaire. Plus tard, il déclare vouloir rester au Milan AC, et lors du derby contre l'Inter, hué par le public intériste, il montre son attachement au club en embrassant l'emblème du club lors de sa sortie. À la suite de bonnes performances avec le club lombard, avec notamment 3 buts à son actif en championnat, et en fin de contrat à l'Inter de Milan, Muntari s'engage définitivement avec l'AC Milan. Il récupère par la suite le numéro 4 de Mark van Bommel, reparti au PSV Eindhoven.
Il marque son premier but en ligue des champions face au FC Barcelone d'une reprise de volée lors d'une victoire de 2 buts a 0.

### Équipe nationale
Il s'illustre d'un but héroïque face à la Guinée en match d'ouverture de la CAN 2008 devant son public en inscrivant le but de la victoire (2-1) d'une frappe limpide des 25 mètres qui se loge dans la lucarne du goal adverse. Il s'illustre également lors de la Coupe du monde 2006 en Allemagne face à la République tchèque d'une magnifique frappe qui crucifie l'équipe européenne.
Il est l'auteur du but du Ghana en quart de finale de la Coupe du monde 2010 face à l'Uruguay, mais qui ne s’avère pas décisif puisque l'équipe du Ghana s'incline aux tirs au but.
Il participe à la coupe du monde 2014 au Brésil avec le Ghana, mais l'équipe ne parvient pas à sortir de sa poule. Muntari est impliqué dans une polémique violente face à l'entraineur impliquant également plusieurs joueurs comme Kevin Prince Boateng.
Au 17 juin 2014, il compte 82 sélections en équipe nationale avec 22 buts inscrits.
Il ne participe pas à la CAN 2015 qui a lieu au mois de janvier, alors qu'il n'est pas blessé et qu'il joue avec son club.

## Statistiques
| Saison                | Club                  | Championnat           | Championnat | Championnat | Championnat | Coupe(s) nationale(s) | Coupe(s) nationale(s) | Coupe(s) nationale(s) | Compétition(s) continentale(s) | Compétition(s) continentale(s) | Compétition(s) continentale(s) | Compétition(s) continentale(s) | Total | Total | Total |
| Saison                | Club                  | Division              | M.          | B.          | P.d.        | M.                    | B.                    | P.d.                  | Comp.                          | M.                             | B.                             | P.d.                           | M.    | B.    | P.d.  |
| 2003-2004             | Udinese Calcio        | Serie A               | 12          | 0           | 0           | 0                     | 0                     | 0                     | -                              | -                              | -                              | -                              | 12    | 0     | 0     |
| 2003-2004             | Udinese Calcio        | Serie A               | 23          | 0           | 0           | 4                     | 0                     | 0                     | -                              | -                              | -                              | -                              | 27    | 0     | 0     |
| 2004-2005             | Udinese Calcio        | Serie A               | 33          | 2           | 0           | 6                     | 0                     | 0                     | C3                             | 2                              | 0                              | 0                              | 41    | 2     | 0     |
| 2005-2006             | Udinese Calcio        | Serie A               | 29          | 3           | 0           | 0                     | 0                     | 0                     | C1+C3                          | 11                             | 0                              | 1                              | 40    | 3     | 1     |
| 2006-2007             | Udinese Calcio        | Serie A               | 28          | 3           | 0           | 2                     | 1                     | 0                     | -                              | -                              | -                              | -                              | 30    | 4     | 0     |
| Sous-total            | Sous-total            | Sous-total            | 125         | 8           | 0           | 12                    | 1                     | 0                     | -                              | 13                             | 0                              | 1                              | 150   | 9     | 1     |
| 2007-2008             | Portsmouth FC         | Premier League        | 29          | 4           | 0           | 4                     | 1                     | 0                     | -                              | -                              | -                              | -                              | 33    | 5     | 0     |
| Sous-total            | Sous-total            | Sous-total            | 29          | 4           | 0           | 4                     | 1                     | 0                     | -                              | -                              | -                              | -                              | 33    | 5     | 0     |
| 2011                  | Sunderland AFC (prêt) | Premier League        | 9           | 0           | 1           | -                     | -                     | -                     | -                              | -                              | -                              | -                              | 9     | 0     | 1     |
| Sous-total            | Sous-total            | Sous-total            | 9           | 0           | 1           | -                     | -                     | -                     | -                              | -                              | -                              | -                              | 9     | 0     | 1     |
| 2008-2009             | Inter Milan           | Serie A               | 27          | 4           | 3           | 4                     | 1                     | 0                     | C1                             | 7                              | 0                              | 0                              | 38    | 5     | 3     |
| 2009-2010             | Inter Milan           | Serie A               | 27          | 1           | 2           | 6                     | 0                     | 0                     | C1                             | 9                              | 0                              | 0                              | 42    | 1     | 2     |
| 2010-2011             | Inter Milan           | Serie A               | 8           | 1           | 0           | 1                     | 0                     | 1                     | C1                             | 3                              | 0                              | 0                              | 12    | 1     | 1     |
| 2011-2012             | Inter Milan           | Serie A               | 4           | 0           | 1           | 0                     | 0                     | 0                     | -                              | -                              | -                              | -                              | 4     | 0     | 1     |
| Sous-total            | Sous-total            | Sous-total            | 66          | 6           | 6           | 11                    | 1                     | 1                     | -                              | 19                             | 0                              | 0                              | 96    | 7     | 7     |
| 2011-2012             | AC Milan              | Série A               | 13          | 3           | 0           | 1                     | 0                     | 0                     | -                              | -                              | -                              | -                              | 14    | 3     | 0     |
| 2012-2013             | AC Milan              | Série A               | 15          | 1           | 0           | 1                     | 0                     | 0                     | C1                             | 2                              | 1                              | 0                              | 18    | 2     | 0     |
| 2013-2014             | AC Milan              | Série A               | 26          | 5           | 2           | 0                     | 0                     | 0                     | C1                             | 8                              | 1                              | 0                              | 34    | 6     | 2     |
| 2014-2015             | AC Milan              | Série A               | 16          | 2           | 0           | 1                     | 0                     | 0                     | -                              | -                              | -                              | -                              | 17    | 2     | 0     |
| Sous-total            | Sous-total            | Sous-total            | 70          | 11          | 2           | 3                     | 0                     | 0                     | -                              | 10                             | 2                              | 0                              | 83    | 13    | 2     |
| Total sur la carrière | Total sur la carrière | Total sur la carrière | 299         | 29          | 9           | 30                    | 3                     | 1                     | -                              | 42                             | 2                              | 1                              | 371   | 34    | 11    |

## Caractéristiques techniques
Il est réputé pour sa hargne sur le terrain, imposant grâce à son physique et sa volonté, qui paye de temps à autre des avertissements dû à des tacles plutôt sévères.
Il est également réputé pour sa frappe de balle pied gauche puissante et dévastatrice.

## Palmarès

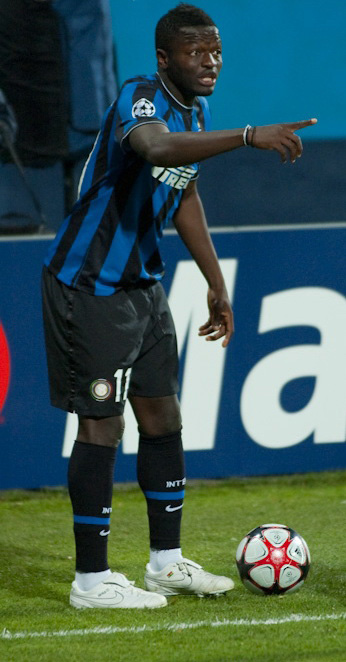
Sulley Muntari à l'Inter Milan.

Portsmouth
- Coupe d'Angleterre (1)
  - Vainqueur : 2008

 Inter de Milan
- Ligue des Champions (1)
  - Vainqueur : 2010

- Coupe d'Italie (1)
  - Vainqueur : 2010

- Championnat d'Italie (2)
  - Champion : 2009 et 2010

- Supercoupe d'Italie (1)
  - Vainqueur : 2010

- Coupe du monde des clubs (1)
  - Vainqueur : 2010